# Бобирєв Микола Васильович
Микола Васильович Бобирєв (нар. 3 березня 1935, місто П'ятигорськ, тепер Ставропольського краю, Російська Федерація) — український радянський партійний діяч, 1-й секретар Миколаївського міського комітету КПУ. Депутат Верховної Ради УРСР 11-го скликання.

## Біографія
Народився в родині робітника.
Член КПРС з 1959 року.
У 1963 році закінчив Миколаївський кораблебудівний інститут імені адмірала Макарова.
У 1963—1974 роках — помічник будівника, будівник, заступник секретаря партійного комітету, головний будівник Миколаївського заводу імені 61-го Комунара. У 1974—1975 роках — секретар партійного комітету Миколаївського суднобудівного заводу імені 61-го Комунара.
У 1975—1983 роках — 1-й секретар Корабельного районного комітету КПУ міста Миколаєва.
У 1983 — 18 червня 1987 року — 1-й секретар Миколаївського міського комітету КПУ.
З червня 1987 по 1990 рік — голова Миколаївського обласного комітету народного контролю.
Потім — на пенсії в місті Миколаєві.

## Нагороди
- орден Дружби народів
- медалі